# 電動こけし/肉
「電動こけし/肉」（でんどうこけし/にく）は、日本のロックバンドであるザ・スターリンの1枚目のシングル。
1980年9月5日にインディーズレーベルであるポリティカルレコードからリリースされた。作詞、作曲は両曲共に遠藤みちろう、プロデュースはザ・スターリンが担当している。
1979年に結成されたバンド「自閉体」を母体として、1980年6月に結成されたザ・スターリンが初めてリリースした作品。「電動こけし」は遠藤が上京して間もない頃にフォークソングとして製作され、ザ・スターリン結成後にパンク・ロック調の曲としてアレンジされる事となった。
「電動こけし」は後にリリースされた1枚目のオリジナル・アルバム『trash』（1981年）には1981年10月31日に開催された法政大学でのライブバージョンが収録された他、ライブ・アルバム『I was THE STALIN〜絶賛解散中〜完全版』（2012年）、『豚に真珠 ~LIVE at 横浜国立大学1980.11~』（2020年）にライブバージョンが収録されている。スタジオバージョンはベスト・アルバム『STALINISM』（1987年）、『飢餓々々帰郷』（2007年）に収録されている。

## 背景
高校在学時代にザ・カーナビーツの凱旋公演を観覧しカルチャーショックを受けた遠藤はロックに傾倒し、ドアーズやジャックスなどを愛聴するようになる。その後山形大学へと進学した遠藤はフォークブームの影響でジャックスのコピーバンドを結成するも、遠藤自身はバンド活動はあまりせずライブの開催やプロデュースのような裏方の作業を主に担当していた。大学4年の時に知人より譲り受けたロック喫茶のマスターとなるも、元来の旅行好きの側面やヒッピーに対する愛好から大学卒業後の1975年頃よりネパール、東南アジアへと放浪の旅に出る。ネパールでは購入したヒツジの肉が腐敗しており、丸焼きにして口にした所、中から蛆が出てきた事などを体験した。また、当時ベトナム戦争の直後であったためベトナムには入国できず、代わりにラオスに入国するも現地はまだ戦争中であったという。結果として放浪の旅は1年ほど続き、当時交際していた彼女には「2ヶ月で戻る」と告げていたため、帰国した時には別の男性と交際しており失恋する事となった。この出来事により遠藤は自ら失恋のラブソングを歌う事となり、ミュージシャンになる切っ掛けとなった。
1977年に上京し、都内のライブハウスでアコースティック・ギターのみで弾き語りのライブを行うようになる。この頃のレパートリーは自作曲ではなく、遠藤賢司の「夜汽車のブルース」や西岡恭蔵の「プカプカ」などであり、また遠藤は自らライブを企画する裏方のスタッフとして活動しており、出演者が不足した際に自らが出演して演奏していた。
1979年頃、当時遠藤が居住していたアパートの向かいにあった喫茶店がパンク・ロックを中心に店内放送を行っており、その影響からセックス・ピストルズなどを愛聴するようになった。また、ディーヴォの初来日公演を観覧した遠藤は、その影響でエレクトリックギターを手にしたまま全身をビニールテープでぐるぐる巻きにするなどのライブパフォーマンスを行うようになった。それ以外にもパティ・スミスなどニューヨーク・パンクの影響を受けていた遠藤は、「コケシドール」、「バラシ」、「自閉体」などのバンドを結成しては解散を繰り返していた。当初は遠藤がギターを弾きながら歌う弾き語りの方式で演奏していたが、同時期に結成したパンクバンドINUのライブを見た影響で「自閉体」以降は遠藤はギターを持たず、ボーカルのみのスタイルに変更した。同年12月31日に映画『ウッドストック/愛と平和と音楽の三日間』（1970年）を鑑賞した遠藤はヒッピーに対する愛着が薄れ、パンクへの移行を決意し髪を短く散髪した。
1980年6月、「コケシドール」に在籍していたドラムスの乾純に加え、ギターの金子あつしと共にザ・スターリンを結成することになる。バンド名の由来は大学在学時に学生運動に参加していた際に反帝国主義・反スターリン主義に影響された事で、ソビエト連邦の最高指導者であったヨシフ・スターリンに対する嫌悪感が強く、バンドでの世界進出を目論んでいた事や遠藤と同年代の人間にも注目される事を想定しあえてスターリンの名前を使用する事となった。一方で乾は自著『中央線は今日もまっすぐか?』において異なる主張をしており、バンド名を考案する会議において遠藤が戦車の名前が相応しいと提案、乾はレオパルドを最初に提示し、その後パンサー、キングタイガー、シャーマンなどの戦車名を羅列し最後にスターリンを提示することになった。スターリンの由来となったヨシフ・スターリンが右翼および左翼から嫌悪感を抱かれていることを受けて遠藤が「それこそオレたちの目指すところじゃん!」と奮起したこと、「スターリン」という言葉がロシア語で「鋼鉄の」を意味することに着目、さらにかつてグループ・サウンズ時代のバンドが「ザ」を付けていたことに影響され乾が「ザ・スターリン」と命名することになった。9月には自主制作レーベルのポリティカル・レコードを設立した。

## 録音
本作は遠藤が上京した後にフォークソングとして製作された。曲の着想は当時新宿に高層ビルが建設され始めていた頃であり、小田急線沿いに居住していた遠藤はその風景を見た事と、アダルトグッズ販売店に勤務していた事などから本作の製作に至った。
ザ・スターリン結成後には、弾き語りであったアコースティックバージョンをどうすればパンク・ロックに落とし込めるかを試行錯誤し、ジェームス・チャンス・アンド・ザ・コントーションズやセックス・ピストルズなどの影響から絶叫するようなボーカルと奇形のパンク・ロック調のサウンドへと変化した。
ジャケット表記では遠藤がベースを担当している事になっているが、実際は金子がベースを弾いたものを後で合成している。当時は後にベース担当となる杉山晋太郎がまだ加入しておらず、当時オーディションを行った際の人物の中に八田ケンヂがいたことは金子が記憶していたが、結果として八田はザ・スターリンに参加していなかったため杉山以前に誰がベースを担当していたのかは記憶にないと乾は述べている。

## リリース
本作は1980年9月5日に遠藤が設立したインディーズレーベルであるポリティカルレコードよりソノシートとして当時200円という破格の値段でリリースされた。遠藤は「まずレコードを作ろう、単なるレコードじゃあつまらない。バンドなんてだれでもできる、レコードなんかだれにだって出せるんだ」と主張し、1枚200円のソノシートでリリースするという提案を行った。乾はこの件について「いまから考えてみればこれがみちろうならではの『スターリン戦略』の第一弾だった」と述べている。
1984年3月1日には遠藤が発行していたソノシート・マガジン「ING,O」No.4の付録として、カップリング曲を「天婦羅ロック」にして再リリースされた。2005年2月25日には完全復刻版としてCDとソノシートの両方で再リリースされた。現在、この作品が最後の国内製造となった音楽ソフトとしてのソノシートとなっている。
アルバム『trash』（1981年）にライブバージョンが収録されたが、このシングルに収録されているバージョンは長らくアルバム未収録となっていた。後にコンピレーションアルバム『STALINISM』（1987年）に初収録されたが、このシングルとは若干ミックスが異なっている。その後、遠藤の25周年記念ボックス・セット『飢餓々々帰郷』（2007年）においてこのシングル・バージョンが正式に収録された。また、本作の元となったアコースティック・バージョンを本来は同ベストアルバムに収録する予定であったが、同じ曲を2つ収録しないという方針のため未収録となった。
カップリング曲の「肉」について、当時P-MODELとして活動していた平沢進がライブハウスの壁に貼り付けてあった同曲が収録されたソノシートを持ち帰り、歌詞に感銘を受けたというエピソードがある。1997年2月1日放送のフジテレビ系バラエティ番組『LOVE LOVEあいしてる』（1996年 - 2001年）において、ロックバンドのJUDY AND MARYが同曲をカバーしている。

## アートワーク
ジャケットは劇画家でありAV監督の平口広美が手掛けており、陰茎に注射器を指す絵柄になっている。これは当時遠藤が知り合いの編集者から漫画雑誌『ガロ』に連載していた漫画家の副業として紹介されて実現したものである。ジャケット裏の写真は新宿伊勢丹の裏にあるゴミ捨て場にて撮影されており、「ニューヨークの裏街っぽい」という乾の提案によるものであった。またジャケットの題字は乾が書いている他、本作のプレス代およびミニ・アルバム『スターリニズム』も含めて大半は遠藤の借金で賄っており、残額は乾と金子が出資している。
映画監督の阪本順治は知り合いの仲介により遠藤と接点をもっており、本作のソノシートの袋詰め作業などを手伝っていた。また、映画『爆裂都市 BURST CITY』（1982年）に美術スタッフとして参加していた阪本は、撮影用の豚の臓物の買い出しなども行っていた。

## ライブ・パフォーマンス
曲が製作された当初のザ・スターリン結成前の遠藤のソロライブでは、ステージ上に電動コケシを配置し動作させながら演奏したため、ライウハウス側から苦情が寄せられた。
ザ・スターリン結成後のライブではキーを低くして歌唱する事が多い。1981年の年越しで開催された「New Years World Rock Festival」では、ズボンに手を入れ股間を弄りながら歌唱した。

## シングル収録曲
オリジナル版
- ソノシート付属の歌詞カードに記載されたクレジットを参照[15]。

| #         | タイトル       | 作詞・作曲   | 時間 |
| --------- | -------------- | ------------ | ---- |
| 1.        | 「電動こけし」 | 遠藤みちろう | 2:56 |
| 2.        | 「肉」         | 遠藤みちろう | 1:39 |
| 合計時間: | 合計時間:      | 合計時間:    | 4:35 |

1984年版
| #         | タイトル         | 作詞・作曲   | 時間 |
| --------- | ---------------- | ------------ | ---- |
| 1.        | 「電動こけし」   | 遠藤みちろう | 2:56 |
| 2.        | 「天婦羅ロック」 | 遠藤みちろう | 3:14 |
| 合計時間: | 合計時間:        | 合計時間:    | 6:10 |

## 参加ミュージシャン
- 遠藤みちろう – ボーカル、ベース
- 金子あつし – ギター
- イヌイ・ジュン – ドラムス

## リリース日一覧
| No. | リリース日     | レーベル               | 規格            | カタログ番号 | 備考                                                                                | 出典          |
| --- | -------------- | ---------------------- | --------------- | ------------ | ----------------------------------------------------------------------------------- | ------------- |
| 1   | 1980年9月5日   | ポリティカル・レコード | ソノシート      | MIG-2501     |                                                                                     | [ 16 ]        |
| 2   | 1984年3月1日   | Lucky Strike Records   | 7インチレコード | ING-004S     | ソノシート・マガジン「ING,O」No.4付録、カップリング曲が「天婦羅ロック」になっている |               |
| 3   | 2005年2月25日  | SS RECODINGS           | ソノシート      | SS-5501      |                                                                                     |               |
| 4   | 2006年11月25日 | SS RECODINGS           | CD              | SS-501       | 24ビットデジタルリマスター、紙ジャケット仕様                                        | [ 17 ] [ 18 ] |

## 収録アルバム
「電動こけし」
- 『trash』（1980年）
- 『STALINISM』（1987年）
- 『飢餓々々帰郷』（2007年）
- 『I was THE STALIN〜絶賛解散中〜完全版』（2012年）
- 『豚に真珠 ~LIVE at 横浜国立大学1980.11~』（2020年）

「肉」
- 『STALINISM』（1987年）
- 『絶望大快楽 LIVE at 後楽園ホール'83』（2005年）
- 『飢餓々々帰郷』（2007年）
- 『豚に真珠 ~LIVE at 横浜国立大学1980.11~』（2020年）